# محمود شجاعی (زیست‌شناس)
محمود شجاعی (۱۳۰۴–۱۳۹۷) زیست‌شناس ایرانی بود. او را پدر علم کنترل بیولوژیک ایران می‌دانند.

## افتخارات
شجاعی برای نگارش کتاب حشره‌شناسی، برندهٔ جایزه سلطنتی کتاب سال شد.